# Velodromo Vito Taccone
Il velodromo Vito Taccone di Avezzano è un impianto polisportivo dotato di una pista scoperta per la pratica del ciclismo su pista e di un pistino riservato al pattinaggio a rotelle. È situato a un'altitudine di circa 700 m s.l.m. nel complesso sportivo comunale Rolando Appolloni in località Borgo Pineta ad Avezzano (AQ), in Abruzzo.

## Storia
(Vito Taccone)
Il velodromo fu progettato alla fine degli anni settanta su impulso di alcuni appassionati di ciclismo, in particolare giornalisti e uomini di sport come Alfredo Tomassetti e amministratori locali come l'assessore allo sport Ottaviano Gentile, che vollero la realizzazione di una struttura capace di rinverdire i successi del ciclismo marsicano sulla scia di quanto fatto da Vito Taccone, a cui l'impianto è ufficialmente intitolato, Sandro Cervellini, Giovanni Cordovani, Righetto ed Enzo Eboli, Giorgio Jenca, Vittorio Marcelli, Omero e Vincenzo Meco e Orfeo Pizzoferrato. A progettare l'impianto, situato nel complesso sportivo di Borgo Pineta e pressoché circondato dalla pineta posta a nord di Avezzano, fu l'ingegnere Antonio Candeloro; qualche anno dopo, intorno alla metà degli anni ottanta, si ebbe l'inaugurazione del velodromo e della pista di pattinaggio a rotelle.
L'infrastruttura ha ospitato eventi di carattere nazionale e interregionale e alcune selezioni nazionali di ciclismo su pista come quella italiana e quella dell'Australia, nazione in cui questa disciplina è molto diffusa anche nello sport paralimpico.
Dopo un triennio di progettazione e di ristrutturazione, grazie ai fondi stanziati da Sport e Salute e al cofinanziamento del Comune di Avezzano, l'impianto è stato riaperto e omologato nel 2024 dalla Federazione Ciclistica Italiana per le competizioni del ciclismo su pista. Alla nuova inaugurazione ha preso parte, tra gli altri, Francesco Ceci, pistard più volte componente della nazionale azzurra, vincitore di diversi campionati italiani di ciclismo su pista e guida nell'ambito del tandem paralimpico.

## Caratteristiche tecniche
- Pista scoperta in cemento lunga 333,33 m[8]
- Area di sicurezza sul perimetro interno
- Balaustre in policarbonato
- Pista di pattinaggio a rotelle
- Gradinata lato nord per spettatori composta da alcuni gradoni
- Impianto d'illuminazione